# Правда (Красносулинский район)
Правда — хутор в Красносулинском районе Ростовской области.
Входит в состав Садковского сельского поселения.

## География

### Улицы
- ул. Набережная,
- ул. Садовая.

## Население
| 2010 |
| ---- |
| 19   |